# Sikorsky-Boeing SB-1 Defiant
Il Sikorsky-Boeing SB-1 Defiant era un elicoplano sviluppato unitamente dalla Sikorsky e dalla Boeing per il programma Future Vertical Lift, nell'ambito quale si stabiliva di scegliere il velivolo nel 2022 per la sua entrata in servizio dal 2030 in poi. Se ne doveva prevedere l'impiego nei ruoli di trasporto medio e combattimento multiplo (non diretto), ma nel dicembre 2022 l'US Army ha annunciato che il Bell V-280 Valor è risultato il vincitore della competizione FLRAA (Future Long Range Assault Aircraft).

## Storia del progetto
Il progetto è stato presentato nel dicembre 2018 presso la sede di West Palm Beach per il programma Future Vertical Lift, finalizzato alla ricerca di un sostituto del Sikorsky UH-60 Black Hawk, e aveva come concorrente diretto il convertiplano Bell V-280 Valor.
Sikorsky e Boeing non collaboravano in un progetto dai tempi dell'elicottero stealth RAH-66 Comanche, in seguito cancellato. Inizialmente si prevedeva di effettuare il primo volo verso la fine del 2018, ma, a causa di alcuni ritardi nella fase di design, durante il 2019 si sono avuti i test al suolo e il primo volo è stato effettuato, invece, il 21 marzo 2019. Con una durata di 30 minuti, è consistito in manovre a bassa velocità. Nel gennaio 2020, durante i test di volo, è stata raggiunta la velocità di 100 kt (185 km/h). Nel marzo 2020 l'US Army ha assegnato un contratto di dimostrazione competitiva per permettere di passare alla fase di sviluppo successiva. Per il programma Future Armed Reconnaissance Aircraft (FARA) si prevedeva di svilupparne una diversa versione, più leggera (nella classe delle 7 tonnellate) e denominata Sikorsky S-97 Raider, ma anche questo programma veniva cancellato nel febbraio 2024.